# Echt vasútállomás
Echt vasútállomás Hollandiában, Echt-Susteren városában.

## Vasútvonalak
Az állomást az alábbi vasútvonalak érintik:
- Maastricht–Venlo-vasútvonal

## Kapcsolódó állomások
A vasútállomáshoz az alábbi állomások vannak a legközelebb:
- Roermond vasútállomás (észak)
- Susteren vasútállomás (dél)